# Lapugnoy
Lapugnoy is een gemeente in het Franse departement Pas-de-Calais (regio Hauts-de-France). De plaats maakt deel uit van het arrondissement Béthune. Lapugnoy telde op 1 januari 2022 3.500 inwoners.

## Geografie
De oppervlakte van Lapugnoy bedroeg op 1 januari 2022 8,61 vierkante kilometer; de bevolkingsdichtheid was toen 406,5 inwoners per km².

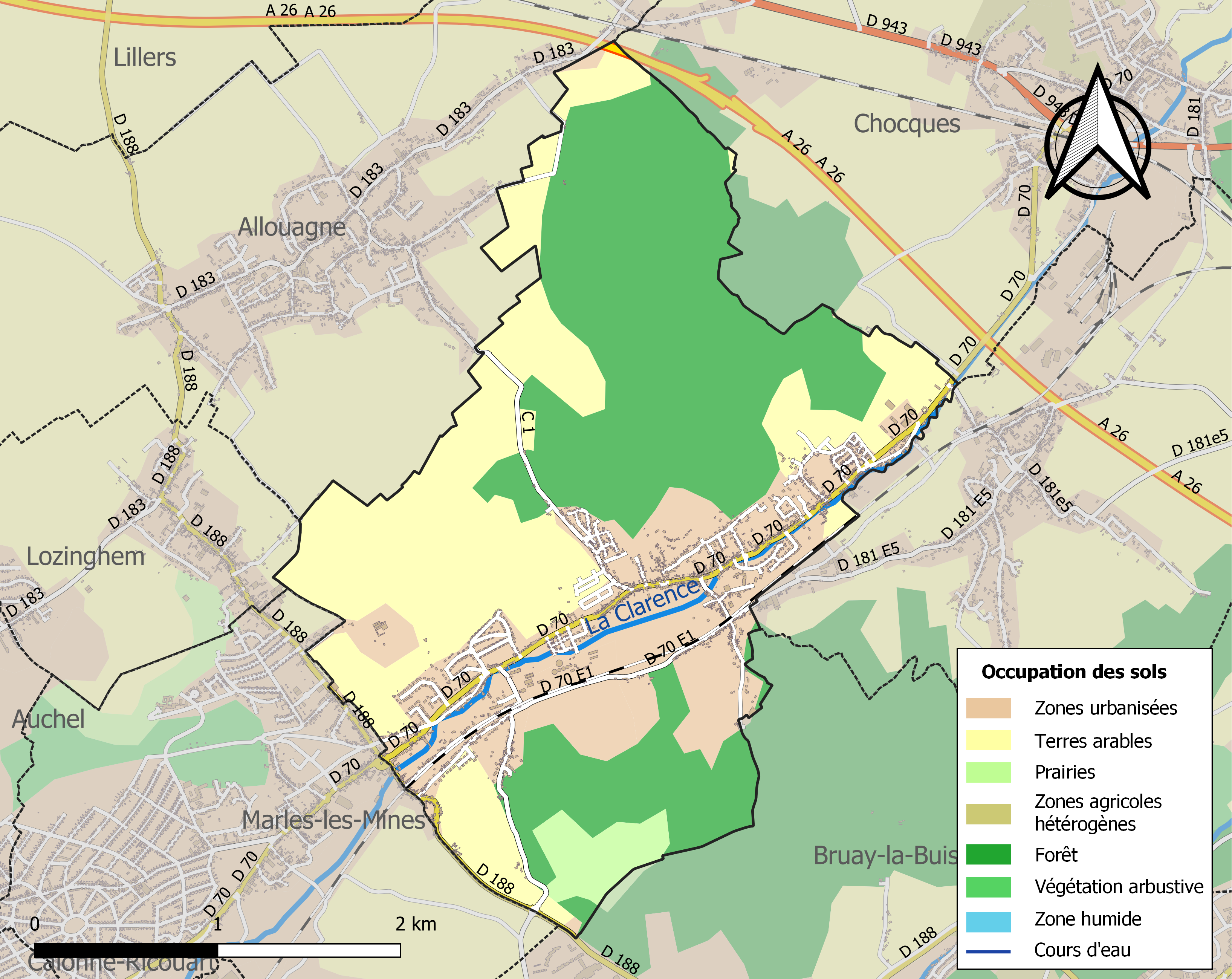
Kaart van de gemeente met de belangrijkste infrastructuur, bodemgebruik en omliggende gemeenten

## Demografie
Onderstaande figuur toont het verloop van het inwonertal (bron: INSEE-tellingen).